# シン・ヒョンス
シン・ヒョンス（신 현수、申 賢守、英語: Shin Hyun-Su、1987年7月16日 - ）は、大韓民国出身のヴァイオリニスト。

## 概要
1987年　韓国全州市に生まれる。4歳からヴァイオリンを始め、1996年　韓国国立芸術大学のプレスクールへの入学を認められる。10歳からキム・ナムユンに師事。2008年、 ロン＝ティボー国際コンクールヴァイオリン部門で、韓国人として初めて優勝した。留学経験のないシンの優勝は、韓国の音楽教育の一端を示した。
これまでに、ワシントン・ナショナル交響楽団、ソウル市立交響楽団、東京フィルハーモニー交響楽団、オーケストラ・アンサンブル金沢などと協演。韓国国立芸術大学大学院で研鑽を積んでいる。

## 受賞歴
- 1996年　湖南ヴァイオリンコンクール優勝。
- 2001年　大韓民国青少年コンクール第1位および大賞。
- 2002年　ユーディ・メニューイン国際コンクール　ジュニア部門第2位。
- 2003年　ワシントン・ヨハンセン国際コンクール優勝。
- 2004年　パガニーニ国際コンクール第3位および最年少決勝進出者に贈られるエンリコ・コスタ博士記念賞。
- 2005年　ティボール・ヴァルガ国際ヴァイオリン・コンクール、シベリウス国際コンクール第3位。
- 2006年　ハノーファー国際ヴァイオリン・コンクール第2位ならびに聴衆賞。
- 2007年　韓国音楽協会ニュー・アーティスト・オブ・ザ・イヤー。
- 2008年　ロン＝ティボー国際コンクールヴァイオリン部門優勝（韓国人としては初）。
- 2012年　エリザベート王妃国際音楽コンクールヴァイオリン部門第3位。

## 使用楽器
クムホ・アシアナ文化財団より貸与されている、1794年製ジュゼッペ・ガダニーニ「クレモナ」。

## ディスコグラフィー
- 2005年　ピアニスト、西本梨江とのユニット「Toi」としてCDをリリース。
- 2012年　ソロ・デビューCD「PASSION」リリース（2010年録音）。